# بولیوار (کائوکا)
بولیوار (کائوکا) (به اسپانیایی: Bolívar, Cauca) یک سکونتگاه مسکونی در کلمبیا است که در بخش کائوکا واقع شده‌است.

## خصوصیات
بولیوار ۷۴۶٫۳ کیلومترمربع مساحت و ۵۷٬۵۱۱ نفر جمعیت دارد و ۱٬۷۷۷ متر بالاتر از سطح دریا واقع شده‌است.